# 马泰奥·马尔孔奇尼
马泰奥·马尔孔奇尼（義大利語：Matteo Marconcini，1989年8月26日—），意大利男子柔道运动员，2016年巴库柔道大奖赛男子81公斤级铜牌得主、2017年世界柔道锦标赛男子81公斤级银牌得主。